# Venezuela Juniors
Das Venezuela Juniors (auch Venezuela Junior International genannt) ist im Badminton die offene internationale Meisterschaft von Venezuela für Junioren und damit das bedeutendste internationale Juniorenturnier in Venezuela. Es wurde erstmals 2015 ausgetragen.

## Die Sieger
| Saison    | Herreneinzel        | Dameneinzel          | Herrendoppel                    | Damendoppel                     | Mixed                                    |
| --------- | ------------------- | -------------------- | ------------------------------- | ------------------------------- | ---------------------------------------- |
| 2015      | Bryan Veliz Arbolay | Adriana Artiz Ataury | William Barrios Calanche Joiser | Edith Casadiego Adriana Hurtado | Bryan Veliz Arbolay Adriana Artiz Ataury |
| 2016 2024 | nicht ausgetragen   | nicht ausgetragen    | nicht ausgetragen               | nicht ausgetragen               | nicht ausgetragen                        |
| 2025      | Ulvi Huseynov       | Leyla Jamaladze      | José Pereira Ricardo Torres     | Karen Kampos Barbara Lamas      | Ulvi Huseynov Leyla Jamaladze            |